# エディ・ウォーレン
エディ・ウォーレン（Eddie Warren、1965年11月26日 - ）は、アメリカミシガン州ミッドランド出身のモーターサイクル・モトクロスライダー。1985年AMAスーパークロス・東部125（現ライツ）チャンピオン。1992年全日本モトクロス選手権国際A級250（現IA1）チャンピオン。

## 略歴
1985年より始まったAMAスーパークロス125ccクラスで初代東部地区チャンピオンとなる。1987年、カワサキファクトリーチームより250クラスに参戦し、第13戦で3位表彰台獲得。1988年はファクトリーチームを離れ、オーストラリアのレースに度々出場。その頃オーストラリアに移住。1989年よりオーストラリアの選手権に本格参戦。1991年より始まったパン・パシフィックスーパークロス初代チャンピオン獲得。
1992年より日本のカワサキファクトリーと契約し全日本モトクロス選手権に参戦し、多くの優勝でチャンピオン獲得。開発力も高く評価されており、カワサキのモトクロッサー「KX」のテストライダーも務める。1994年を最後に日本を離れる。

## 戦績
- 1973年 - モトクロスデビュー
- 1984年
  - NMAグランドナショナル・チャンピオンシップ プロ・モディファイド125優勝
  - NMAグランドナショナル・チャンピオンシップ プロ250優勝
  - KBS京都・ジャパン・スーパーモトクロス8位
- 1985年
  - AMAモトクロス125ランキング6位
  - AMAスーパークロス・東部125チャンピオン
- 1986年 - AMAモトクロス125ランキング7位
- 1987年
  - AMAモトクロス125ランキング9位
  - AMAスーパークロス250ランキング6位
- 1989年 - ACCAオーストラリアナショナルモトクロス125・250チャンピオン
- 1990年
  - ACCAオーストラリアスーパークロスランキング3位
  - ミスターモトクロスランキング4位
- 1991年
  - ACCAオーストラリアスーパークロスチャンピオン
  - パン・パシフィックスーパークロスチャンピオン
  - ジャパンスーパークロス大阪大会5位
- 1992年 - 全日本モトクロス選手権チャンピオン
- 1993年 - 全日本モトクロス選手権
- 1994年 - 全日本モトクロス選手権